# Micrasterias torreyi
Micrasterias torreyi là một loài Song tinh tảo trong họ Desmidiaceae, thuộc chi Micrasterias.